# Phạm Vũ Luận
Pham Vu Luan (en vietnamien: Phạm Vũ Luận), né le 1er août 1955 dans le district de Thanh Oai (Hanoï), est un économiste et un homme politique vietnamien.

## Biographie
Il étudie l'économie à l'université de commerce du Vietnam et obtient un doctorat avec une thèse portant sur l'économie soviétique. De 1999 à 2004, il est recteur de l'université du Commerce.
Devenu député permanent et secrétaire du Comité central du parti communiste vietnamien en 2009, il est nommé ministre de l'Éducation et de la Formation en juin 2010.